# Christian Lüttich
Christian Lüttich (* 27. März 1934 in Weimar; † 2011) war ein deutscher Maler, Grafiker und Gebrauchsgrafiker.

## Leben und Werk
Lüttich war der Sohn eines Weimarer Buchbinders. Er absolvierte von 1949 bis 1952 ebenfalls eine Lehre als Buchbinder und studierte anschließend bis 1956 an den Fachschulen für Angewandte Kunst in Magdeburg, Erfurt und Leipzig. Nach dem Abschluss als Gebrauchsgrafiker arbeitet er freischaffend in Gera als Gebrauchsgrafiker und freier Maler und Grafiker. Ab 1976 war er auch Leiter von volkskünstlerischen Zirkeln im Geraer Haus des Lehrers.
Lüttich war bis 1990 Mitglied des Verbands Bildender Künstler der DDR. Er hatte in der Zeit der DDR Einzelausstellungen in Gera, Meerane und Saalfeld, z. B. 1976 in der Saalfelder Galerie Das bunte Lädchen, und nahm an mehreren Gruppenausstellungen teil, u. a. 1974, 1979 und 1984 an den Geraer Bezirkskunstausstellungen, mehrfach in Greiz an der Karikaturenausstellung Satiricum und an Ausstellungen in Kuopio und Plzen.
Bilder Lüttichs befinden sich u. a. im Schlossmuseum Arnstadt und im Stadtmuseum Gera.

## Werke (Auswahl)

### Tafelbilder
- Herderkirche Weimar (1965, Öl)

### Druckgrafik
- Altes und neues Gera (1962, Zyklus von Linolschnitten)[4]
- Der Maler A. Wolfgang (1963, Lithografie, 37,7 × 53,0 cm)

## Ausstellungen seit der deutschen Wiedervereinigung

### Einzelausstellungen
- 2011: Gera („Quer durch den Garten“)[5]

### Gruppenausstellungen, postum
- 2017/2018: Bad Klosterlausnitz, Galerie der Moritz-Klinik („Heiter und unbeschwert“)[6]
- 2023: Gera, Otto-Dix-Haus („Altes und neues Gera“)[4]